# دنیل فومین
دنیل فومین (روسی: Даниил Дмитриевич Фомин؛ زادهٔ ۲ مارس ۱۹۹۷) بازیکن فوتبال اهل روسیه است.
از باشگاه‌هایی که در آن بازی کرده‌است می‌توان به باشگاه فوتبال کراسنودار اشاره کرد.
وی همچنین در تیم‌های ملی فوتبال زیر ۲۱ سال روسیه، و روسیه بازی کرده‌است.